# 柳澤康信
柳澤康信（やなぎさわ やすのぶ 1947年12月16日 - ）は、日本の生態学者、教育者、理学博士。愛媛大学名誉教授。愛媛大学教授、同大学学長を歴任した。2016年から岡山理科大学学長を務め、2021年から倉敷芸術科学大学学長を兼任。2022年から同大学学長専任となる。

## 人物・経歴[1]
富山県射水市出身。専門は生態学（行動生態学）。
- 1970年 - 京都大学理学部動物学科卒業
- 1972年 - 京都大学大学院理学研究科動物学専攻修士課程修了
- 1976年 - 京都大学大学院理学研究科動物学専攻博士課程単位取得退学
- 1996年 - 愛媛大学理学部教授
- 2005年 - 愛媛大学理事・副学長
- 2009年 - 愛媛大学学長
- 2016年 - 岡山理科大学学長・学校法人加計学園理事
- 2021年 - 倉敷芸術科学大学学長兼任
- 2022年 - 岡山理科大学学長退任、倉敷芸術科学大学学長専任。